# Hans-Joachim Wolle
Hans-Joachim Wolle war ein deutscher Journalist, Reporter und Moderator.

## Leben
Hans-Joachim Wolle war vom 18. Juni 1972 bis zum Jahre 1993 neben Hans-Joachim Wolfram der langjährige Co-Moderator der Unterhaltungssendung des Fernsehens der DDR mit dem Titel Außenseiter-Spitzenreiter, welche nach der Auflösung des DFF dann im Jahre 1992 vom Mitteldeutschen Rundfunk (MDR) weitergeführt wurde.
Im Oktober 1981 moderierte Wolle einmalig gemeinsam mit seinem langjährigen Kollegen Hans-Joachim Wolfram die DDR-Unterhaltungsshow Ein Kessel Buntes.
Als Schauspieler trat Wolle im Jahre 1974 in dem Film Der nackte Mann auf dem Sportplatz auf. Dort war er in der Rolle eines Reporters zu sehen.

## Filmografie
- 1972–1993: Außenseiter-Spitzenreiter (Fernsehreihe)
- 1974: Der nackte Mann auf dem Sportplatz
- 1974: Gesundheit ist trainierbar (Dokumentarfilm)
- 1981: Ein Kessel Buntes (Fernsehsendung)
- 1999: Die Geschichte der Freikörperkultur (Doku)